# Stadio Brianteo
Stadio Brianteo, cunoscut din motive de sponsorizare ca U-Power Stadium din septembrie 2020, este un stadion multifuncțional din Monza, Italia, și este locul unde joacă meciurile de pe teren propriu echipa AC Monza. Folosit în principal pentru meciuri de fotbal, stadionul a fost construit în 1988 și are o capacitate de 18.568 de locuri, deși doar 9.999 sunt pe deplin operaționale. Stadionul este, de asemenea, folosit pentru meciuri de rugby, concerte și alte evenimente.